# Kirill Gerassimenko
Kirill Gerassimenko (* 18. Dezember 1996 in Aqmola) ist ein kasachischer Tischtennisspieler.

## Karriere
Gerassimenko war ab seinem 14. Lebensjahr Schüler an der österreichischen Tischtennisschule Werner Schlager Academy in Schwechat. Seine erste Profisaison spielte er 2016 beim österreichischen Bundesligisten Sportvereinigung Kapfenberg und erreichte dort ein Ergebnis von 12 Siegen zu 6 Niederlagen. Damit belegte er in der Einzelrangliste den 6. Platz. 2017 wechselte er in die Tischtennis-Bundesliga zum TTC Zugbrücke Grenzau, für den er in der ersten Saison eine Bilanz von 5:19 erreichte. Als Vertreter des Gastgeberverbands konnte er 2017 an den Grand Finals teilnehmen, schied aber in der ersten Runde gegen Tomokazu Harimoto aus. Zur Saison 2019/20 schloss er sich Werder Bremen an.
Gerassimenko spielte für Kasachstan bei den Tischtennisweltmeisterschaften 2012, 2015 und 2017. Bei den Olympischen Sommerspielen 2016 in Rio de Janeiro nahm er für Kasachstan teil. In der Vorrunde musste er sich Ádám Pattantyús aus Ungarn 1:4 geschlagen geben und schied aus.

## Erfolge
- U21-Sieger bei den Ungarn Open
- Sieger des WTT Feeder Otočec 2023

## Vereine
- bis 2017:  Kapfenberger Sportvereinigung
- 2017–2019:  TTC Zugbrücke Grenzau
- seit 2019:  Werder Bremen